# Víctor Pérez Ccahuana
Víctor Pérez Cahuana es un político peruano. Fue alcalde del distrito de Ocongate y consejero regional del Cusco entre 2011 y 2014.
Nació en Paucartambo, Perú, el 21 de diciembre de 1955, hijo de Víctor Pérez García y Julia Ccahuana Salcedo. Cursó sus estudios primarios y secundarios en su pueblo natal. Entre 1982 y 1987 curó estudios superiores de educación en la Universidad Nacional de San Agustín en Arequipa titulándose como profesor. Desde 1984 trabajó en la Institución Educativa N° 50978 de la localidad de Mahuayani en el distrito de Ocongate, provincia de Quispicanchi, departamento del Cusco.
En las elecciones municipales de 1993, fue elegido como alcalde del distrito de Ocongate por el Movimiento Independiente Democrático Unión Trabajador con el 37.1765 de los votos. Al final de su periodo fue elegido en 1995 como regidor de la provincia de Quispicanchi y, en las elecciones de 1998 nuevamente como alcalde de Ocongate. En las elecciones regionales del 2010 fue candidato a consejero regional del Cusco por la provincia de Quispicanchi resultado elegido con el 17.430% de los votos. En las elecciones regionales del 2014 tentó la alcaldía provincial de Quispicanchi sin éxito.
En el año 2003, la Sala Penal Transitoria de la Corte Suprema de Justicia de la República declaró haber nulidad en la sentencia condenatoria recaída contra Pérez Cahuana por la supuesta comisión de diversos delitos en agravio de la Municipalidad Distrital de Ocongate ordenando su liberación puesto que había sido detenido. Sin embargo, el 2004 fue condenado por la comisión del delito de peculado por el Juzgado Mixto de Quispicanchi. Asimismo, durante su gestión como consejero regional, se promovió una vacancia en su contra por haber mentido en su hoja de vida presentada ante el Jurado Nacional de Elecciones al no consignar una sentencia condenatoria en su contra. Esta moción fue rechazada por el consejo regional aunque luego el Jurado Nacional de Elecciones solicitó documentos adicionales al juzgado ya que Pérez aún no había cumplido con el pago de la reparación civil a la que fue condenado. y posteriormente confirmó la decisión del consejo.